# Otwałki 1
Otwałki 1 (biał. Адвалкі 1; ros. Одвалки 1) – wieś na Białorusi, w obwodzie witebskim, w rejonie głębockim, w sielsowiecie Hołubicze.
Dawniej Otwałki Pliskie.

## Historia
W dwudziestoleciu międzywojennym wieś leżała w Polsce, w województwie wileńskim, w powiecie dziśnieńskim, do 11 kwietnia 1929 w gmina Plisa, następnie w gminie Hołubicze.
Według Powszechnego Spisu Ludności z 1921 roku zamieszkiwało tu 46 osób, wszystkie były wyznania prawosławnego i zadeklarowały białoruską przynależność narodową. Było tu 5 budynków mieszkalnych. W 1931 w 10 domach zamieszkiwały 74 osoby.
Miejscowość należała do parafii prawosławnej w Hołubiczach. Podlegała pod Sąd Grodzki w Głębokiem i Okręgowy w Wilnie; właściwy urząd pocztowy mieścił się w Hołubiczach.